# کامبرین
| زمان‌بندی زمین‌شناسی     |                          |                          |                          |
| پیدازیستی (فانروزوئیک) | نوزیستی (سنوزوئیک)       | کواترنری                 |                          |
| پیدازیستی (فانروزوئیک) | نوزیستی (سنوزوئیک)       | نئوژن                    |                          |
| پیدازیستی (فانروزوئیک) | نوزیستی (سنوزوئیک)       | پالئوژن                  |                          |
| پیدازیستی (فانروزوئیک) | میانه‌زیستی (مزوزوئیک)    | کرتاسه                   |                          |
| پیدازیستی (فانروزوئیک) | میانه‌زیستی (مزوزوئیک)    | ژوراسیک                  |                          |
| پیدازیستی (فانروزوئیک) | میانه‌زیستی (مزوزوئیک)    | تریاس                    |                          |
| پیدازیستی (فانروزوئیک) | دیرینه‌زیستی (پالئوزوئیک) | پرمین                    |                          |
| پیدازیستی (فانروزوئیک) | دیرینه‌زیستی (پالئوزوئیک) | کربونیفر                 |                          |
| پیدازیستی (فانروزوئیک) | دیرینه‌زیستی (پالئوزوئیک) | دوونین                   |                          |
| پیدازیستی (فانروزوئیک) | دیرینه‌زیستی (پالئوزوئیک) | سیلورین                  |                          |
| پیدازیستی (فانروزوئیک) | دیرینه‌زیستی (پالئوزوئیک) | اردویسین                 |                          |
| پیدازیستی (فانروزوئیک) | دیرینه‌زیستی (پالئوزوئیک) | کامبرین                  |                          |
| نهان‌زیستی (پرکامبرین)  | پیشین‌زیستی (پروتروزوئیک) | پیشین‌زیستی (پروتروزوئیک) | پیشین‌زیستی (پروتروزوئیک) |
| نهان‌زیستی (پرکامبرین)  | نخست‌زیستی (آرکئن)        |                          |                          |
| نهان‌زیستی (پرکامبرین)  | پیشازیستی (هادئن)        |                          |                          |

کامبریَن (به فرانسوی: Cambrien، به انگلیسی: Cambrian) یکی از دوره‌های زمین‌شناسی از دوران دیرینه‌زیستی است.
دورهٔ کامبریَن حدود ۵۴۲ میلیون سال پیش آغاز شده و تا حدوداً ۴۸۸/۳ میلیون سال پیش ادامه داشته‌است.
نام کامبرین از نام کامبریا، یعنی نام باستانی منطقهٔ ولز بریتانیا، گرفته شده، زیرا در آنجا بود که صخره‌هایی از دورهٔ کامبرین برای نخستین بار بررسی شد.
بر این پایه، در فارسی برای این دوره نام «کامبریایی» درست‌تر می‌بود، ولی امروزه کامبرین در این معنی جا افتاده‌است.
دورهٔ کامبرین ۵۷۰ – ۵۰۵ میلیون سال گذشته دورهٔ کامبرین به چهار ردیف تقسیم می‌شود. سن کامبرین از ۷۵۰ تا ۵۱۰ میلیون سال قبل است. پیدایش آثار یخچالی در سنگ‌های رسوبی کامبرین چین و نقاط دیگر نشان می‌دهد که آب‌وهوای سردی در این نواحی حکم‌فرما بوده‌است. مطالعهٔ رسوبات چین‌خوردهٔ کامبرین نشان‌دهندهٔ آن است که در این دورهٔ بزرگ ناودیس‌هایی در نقاط مختلفی از اروپا، آسیا و آمریکا وجود داشته‌است. بعضی از جانورانی که در تشکیلات کامبرین مشاهده شده‌اند از نظر چینه‌شناسی اهمیت چندانی ندارند.
دورهٔ کامبرین نقش اساسی و مهمی در تاریخ حیات بر روی زمین ایفا می‌کند؛ زمانی که اغلب گروه‌های بزرگ جانوران اولیه در قالب فسیل ظاهر شدند. این حادثه گاهی «انفجار کامبرین» نامیده می‌شود، به این دلیل که زمان کمی برای ایجاد آن طی شده‌است. در ابتدا تصور می‌شد که سنگ‌های این دوره حاوی اولین و قدیمی‌ترین فسیل‌های جانوری است.
در اوایل دورهٔ کامبرین، جانوران برای حفاظت و نگهداری اعضای نرم خود، بخش‌های سخت خود را توسعه دادند؛ برای مثال، صدف خارجی بدن یک بازوپا به حجره‌های غذایی تغییرشکل داد، درحالی‌که بافت خارجی تریلوبیت‌ها پاها و ماهیچه‌های ثابت پیدا کردند. جانوران با داشتن اسکلت، توان رشد بیشتری داشتند و نواحی کلنی را در کف مختلف دریاها تشکیل دادند. بندپایان قادر به شنا کردن، حرکت سریع و توسعهٔ اسکلت خود بودند؛ چون فسیل این جانوران یا به‌ندرت یافت شده یا اینکه به‌خوبی حفظ نشده‌اند. از این جانوران مرجان‌ها را می‌توان نام برد که تنوع زیادی نداشته‌اند یا آنکه دارای اسکلت سخت نبوده‌اند. خارپوستان نیز در این دوره ظهور کرده‌اند، ولی گوناگونی زیادی نداشته‌اند. از نرم‌تنان، وجود دوکفه‌ای‌ها مشکوک است و از شکم‌پایان هم جز چند نمونهٔ ساده آثار بیشتری باقی نمانده‌است.
اولین جانوران در این دوره کوچک بوده‌اند و از فسفات برای تغذیه استفاده می‌کرده‌اند. همچنین اسفنج‌ها از سیلیس و در طی ۱۰ میلیون سال بعد جانوران بزرگ‌تر از کربنات کلسیم برای تغذیه استفاده می‌کردند.
در اواخر دورهٔ کامبریَن، اجداد بیشتر گروه‌های جانوران اصلی در دریا گسترش یافتند.

## تقسیمات دوره کامبرین
| سامانه    | ردیف        | اشکوب       | میلیون سال پیش |
| --------- | ----------- | ----------- | -------------- |
| اردوویسین | زیرین       | ترمادوسین   | → پس از آن     |
| کامبرین   | فورونجین    | اشکوب دهم   | ۴۸۵,۴–۴۸۹٬۵    |
| کامبرین   | فورونجین    | ژیانگشانین  | ۴۸۹٬۵-۴۹۴      |
| کامبرین   | فورونجین    | پایبین      | ۴۹۴–۴۹۷        |
| کامبرین   | میائولینگین | گوژانگین    | ۴۹۷–۵۰۰٬۵      |
| کامبرین   | میائولینگین | درومین      | ۵۰۰٬۵-۵۰۴٬۵    |
| کامبرین   | میائولینگین | وولیوئن     | ۵۰۴٬۵–۵۰۹      |
| کامبرین   | ردیف دوم    | اشکوب چهارم | ۵۰۹–۵۱۴        |
| کامبرین   | ردیف دوم    | اشکوب سوم   | ۵۱۴-۵۲۱        |
| کامبرین   | ترنووین     | اشکوب دوم   | ۵۲۱-۵۲۹        |
| کامبرین   | ترنووین     | فورتونین    | ۵۲۹–۵۴۱٬۰      |
| ادیاکاران | ادیاکاران   | ادیاکاران   | → پیش از آن    |

تقسیمات سیستم کامبرین از سال ۱۸۹۱ توسط والکت (Walcott) به صورت سه قسمتی پیشنهاد گردید که شامل کامبرین زیرین، میانی و بالایی است. اشکوبهای کامبرین عبارتند از:
اشکوب جورجین (Georgian): که وجه تسمیه آن از کلمه جورجیا شهری در آمریکاست و توسط والکت در سال ۱۸۹۱ به کار برده شده‌است. این اشکوب معادل اشکوب توماشین است. زون تریلوبیت اله نلوس کامبرین زیرین را مشخص می‌نماید.
اشکوب آکادین (Acadian): که نامش از محل آکادی (Acadie) در کانادا گرفته شده‌است و در سال ۱۸۶۷ توسط داوسون (Dawson) ابداع گردیده‌است. این اشکوب قسمتی از کامبرین میاین با تریلوبیتهای پرادوکسیدها را شامل می‌شود.
اشکوب پوتسدامین (Potsdamian): که شامل ماسه سنگهای پوتسدام نواحی نیویورک است. این اشکوب دارای نبودهای چینه‌شناسی بوده و نمی‌تواند به‌طور کامل معرف کامبرین بالایی باشد.

## نگارخانه

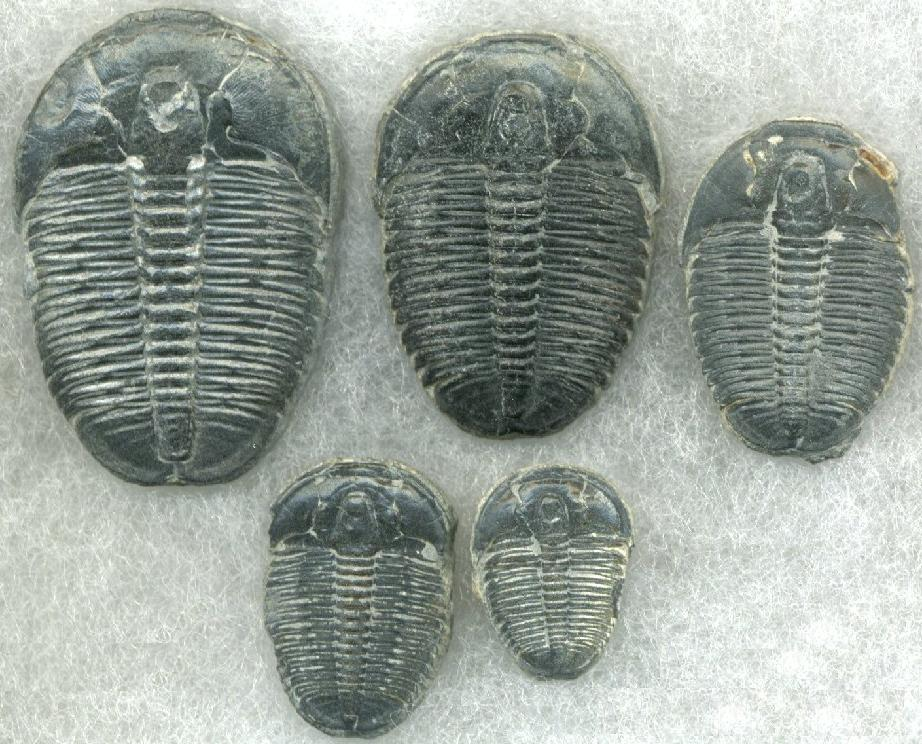
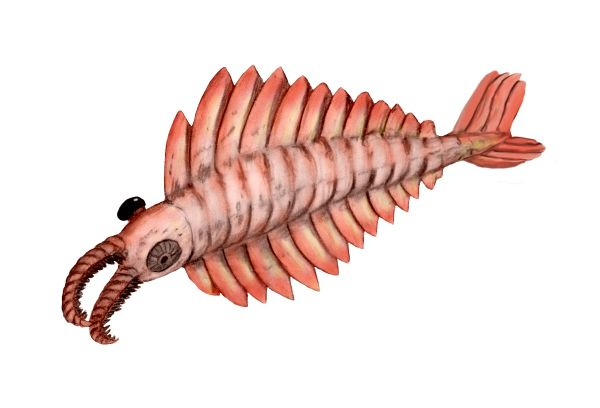
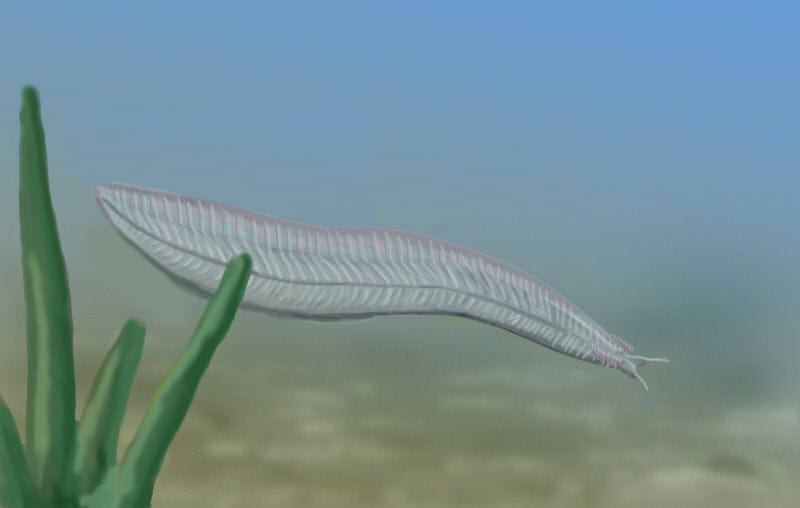
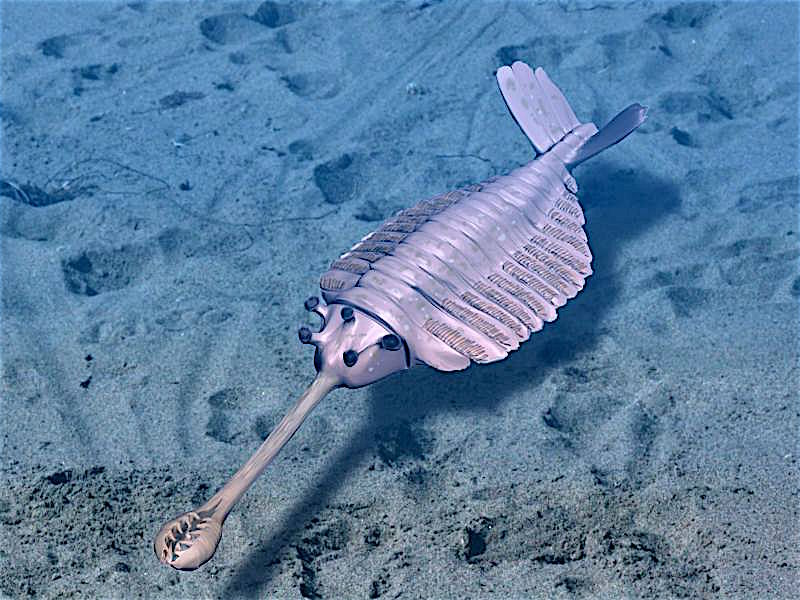